# رغ بلي كارند (بهمئي غرمسيري الجنوبي)
رغ بلي کارند (بالفارسية: رگ بلی کارند) هي قرية تقع في إيران في قسم بهمئي غرمسیري الجنوبي الريفي. يقدر عدد سكانها بـ 0 نسمة بحسب إحصاء 2016.